# アハルツィヘ
アハルツィヘ（グルジア語: ახალციხე、アルメニア語: Ախալցխա、英: Akhaltsikhe、「新しい城」の意）は、ジョージア南部のサムツヘ＝ジャヴァヘティ州にある小都市。ロムジア（Lomsia）の名でも知られる。ポツホヴィ川の両岸に位置し、北岸が旧市街、南岸が新市街に分かれている。

## 歴史

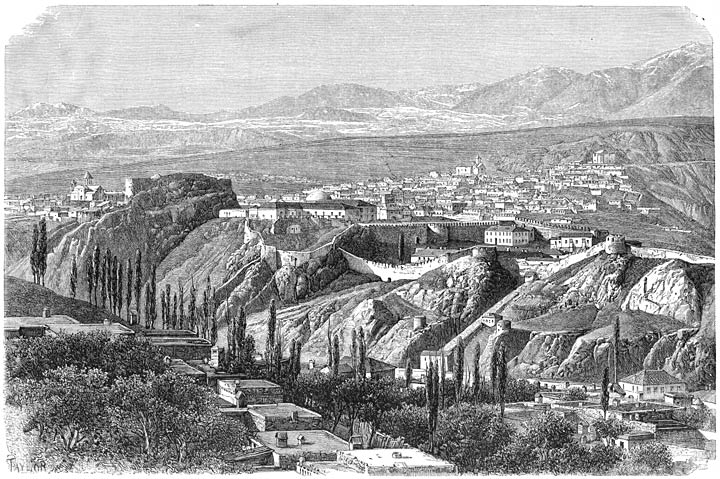
1887年ごろのアハルツィヘ

12世紀の年代記に初めてその名が見える。12世紀から13世紀にかけ、サムツヘ公アハルツィヘ家の本拠地になった。アハルツィヘ家の著名な代表者にはシャルヴァやイヴァネ・アハルツィヘがいる。13世紀から17世紀にはサムツヘと共にジャケリ家の封建的な支配下に入った。1576年にオスマン帝国領となり、1628年からは同国のアハルツィヘ州の中心都市になった。露土戦争中の1828年にイヴァン・パスケヴィッチ率いるロシア軍により征服され、翌年のアドリアノープル条約の結果クタイシやトビリシなどと共にロシア帝国領となった。旧市街では古い要塞や城砦、モスク、13世紀から14世紀に築かれたジャケリの古城、聖マリネ教会などがあるほか、近くの丘にはサパラ修道院がひっそりと建つ。

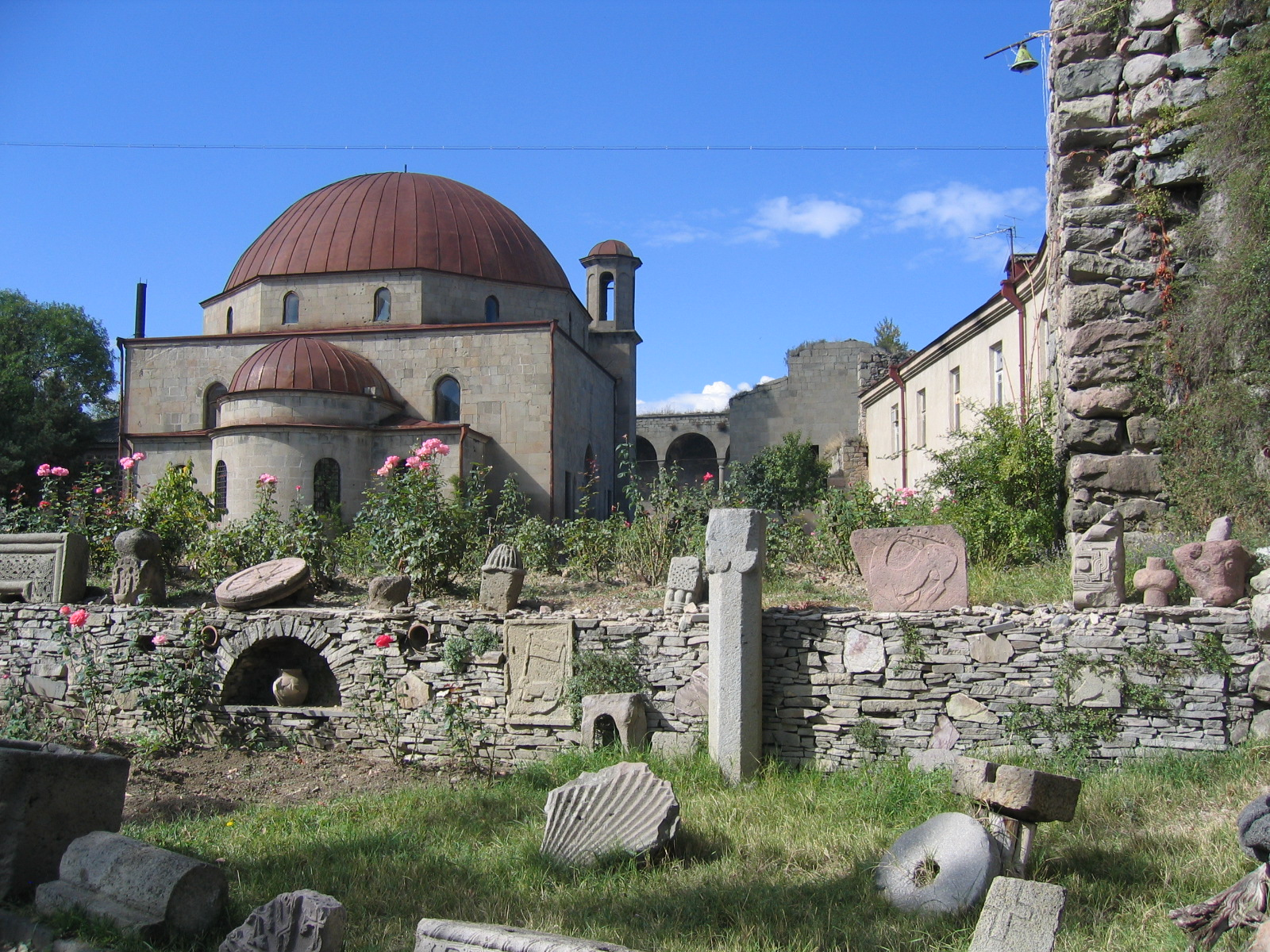
城砦

1980年代後半からソビエト連邦軍の第10電動ライフル守備隊が駐屯し始め、ソ連崩壊後もジョージア陸軍の旅団として存続している。

## 姉妹都市
- アルトヴィン（トルコ）
- アルダハン（トルコ）
- ギュムリ（アルメニア）
- 新城市（日本国 中部地方 愛知県）